# 一路瞳行
《一路瞳行》（英語：Sunshine Of My Life）是一部2022年香港劇情片，由朱鳳嫻導演，改編自導演本人的原生家庭故事，講述父母失明，誕下視力健全的女兒的故事，惠英紅、吳千語、吳岱融、楊天宇和陳貝兒主演。電影入圍第19屆香港亞洲電影投資會，並獲電影發展基金轄下的「電影製作融資計劃」融資239萬。電影名稱廣東話瞳和同讀音相同，亦表示「一路同行」。迪士尼已購入本片獨家版權，並於2023年2月11日晚上9:30在香港區Disney+獨家串流上線。迪士尼傳媒旗下衛視電影台（香港）亦於2023年2月11日晚上9:30獨家首播。

## 故事簡介
擁有一雙明眸的朱芷欣（吳千語飾），卻有一對失明父母：甘笑紅（惠英紅飾）、朱國強（吳岱融飾）。乖巧懂事的她從小便成為父母的眼睛，為父母描繪世間的形狀與顏色。隨著女孩青春期的到來，熱愛繪畫並天賦異稟的她渴望到國外攻讀藝術，觀念的衝突、頻繁的爭吵使家庭氣氛降到了冰點。在機會來臨之際，芷欣將會在家庭和夢想之間作何選擇。

## 演員
- 惠英紅 飾 甘笑红
- 吳千語 飾 朱芷欣
- 吳岱融 飾 朱国强
- 楊天宇 飾 Ryan
- 陳貝兒 飾 Miss Chan
- 羅雪妍 飾 Katy

## 製作
Judy媽媽真人一邊眼是壞的又會發炎，而另一邊則是萎縮且有向下凹，惠英紅飾演時要一邊眼戴上特製且很厚的隱形眼鏡，特製隱形眼鏡很厚令眼睛乾、缺乏氧氣及容易流眼水乾，就要經常除和戴隱形眼鏡，直到中後期直情戴到變形。並因而割傷眼角膜，要滴含類固醇的眼藥水。

## 發行
中國大陸原定8月26日上映，後延期一周至9月2日上映。香港及澳門9月15日公映。

### 票房
香港開畫日連早前包場及優先場的票房已達180多萬。累積票房4,855,087元。

## 奬項
| 年份   | 颁奖典礼               | 奖项               | 入圍者 | 结果 |
| ------ | ---------------------- | ------------------ | ------ | ---- |
| 2022年 | AEG 娛樂人氣王2022     | 最佳女演員（電影） | 惠英紅 | 獲獎 |
| 2022年 | 第十四屆澳門國際電影節 | 最佳影片           | 不適用 | 提名 |
| 2022年 | 第十四屆澳門國際電影節 | 组委会特别大奖     | 不適用 | 獲獎 |
| 2022年 | 第十四屆澳門國際電影節 | 最佳導演           | 朱鳳嫻 | 提名 |
| 2022年 | 第十四屆澳門國際電影節 | 最佳編劇           | 朱鳳嫻 | 提名 |
| 2022年 | 第十四屆澳門國際電影節 | 最佳女主角         | 惠英紅 | 提名 |
| 2022年 | 第十四屆澳門國際電影節 | 最佳女配角         | 吳千語 | 提名 |

## 外部連結
- 一路瞳行的Facebook專頁
- 一路瞳行的Instagram帳戶
- 香港影庫上《一路瞳行》的資料（繁體中文）
- 豆瓣电影上《一路瞳行》的資料 （简体中文）
- 互联网电影数据库（IMDb）上《一路瞳行》的资料（英文）